# Matthias Gretzschel
Matthias Gretzschel (* 28. Februar 1957 in Ortrand) ist ein deutscher Journalist, Theologe, Publizist und Schriftsteller.

## Leben
Matthias Gretzschel wurde in der südbrandenburgischen Kleinstadt Ortrand am Schraden als Sohn eines Pastors geboren und wuchs in Dresden auf. Er absolvierte eine Ausbildung zum Buchhändler. Von 1979 bis 1984 studierte er an der Universität Leipzig Theologie. Im Jahre 1988 folgte dann die Promotion im Fachgebiet Christliche Archäologie und kirchliche Kunst.
In der Wende-Zeit im Dezember 1989 zog er nach Hamburg und ist seit 1990 als Kulturredakteur beim Hamburger Abendblatt tätig.

## Ehrungen
- 1996 Helmut-Sontag-Preis

## Werk (Auswahl)
- Untersuchungen zur bildkünstlerischen Ausstattung evangelisch-lutherischer Kirchenbauten des 19. und frühen 20. Jahrhunderts in Sachsen (Diss.) 1988.
- Reise-Textbuch Dresden. Ein literarischer Begleiter auf den Wegen durch die Stadt. 1990.
- Auf Martin Luthers Spuren, 1992.
- Auf Johann Sebastian Bachs Spuren, 1993.
- Kirchen in Leipzig, 1993.
- Die Dresdner Frauenkirche, 1994.
- Litera-Tour. Spaziergänge durch Hamburg. 1995.
- St. Michaelis – der Hamburger Michel, 1996.
- Hamburgs Bücherhallen. Eine Jahrhundertgeschichte. 1999.
- Bürgersinn und Nächstenliebe. 775 Jahre Hospital zum Heiligen Geist. 2002.
- Als Dresden im Feuersturm versank, 2004.
- Goethe in Weimar, 2005.
- Auf den Spuren von Erich Kästner, 2007.
- Hagenbeck. Ein zoologisches Paradies. Hundert Jahre Tierpark in Stellingen. 2007.
- Stille Winkel in Dresden, 2008.
- Kleine Hamburger Stadtgeschichte, 2008.
- St. Marien-Dom in Hamburg, 2011.
- Am Anfang war das Schiff – Das Internationale Maritime Museum in Hamburg, 2012.
- Hamburger Zeitreise – 12 Jahrhunderte Stadtgeschichte, Matthias Gretzschel, Sven Kummereincke, 2013.
- Hamburg. Licht. Kunst – Der Lichtkünstler Michael Batz, 2015.
- Cap San Diego – Heimathafen Hamburg, 2016.
- Geister der Südsee – Bei den Schamanen, Geheimbünden und Feuertänzern im Bismarckarchipel, 2017.
- Der Michel – Hamburgs Wahrzeichen, 2018.
- Was ist das? Was Alltagsdinge aus Puppenstuben verraten, 2018.
- Der Chirurg Wolfgang Teichmann: mein geteiltes Leben in Ost und West, Autobiografie aufgeschrieben von Matthias Gretzschel, 2019.
- Peking – Schicksal und Wiedergeburt eines legendären Hamburger Segelschiffes, 2020.